# گلن کانینگهام (ورزشکار)
گلن کانینگهام (انگلیسی: Glenn Cunningham; ۴ اوت ۱۹۰۹ – ۱۰ مارس ۱۹۸۸) ورزشکار دو و میدانی اهل ایالات متحده آمریکا بود.
وی در مسابقات کشوری و بین‌المللی در مجموع برندهٔ ۱ مدال نقره شده‌است.
گلن کانینگهام در سن کودکی در مدرسه ای که درس میخواند دچار آتش سوزی شد ابتدا پزشکان امیدی به زنده ماندن اون نداشتند.
چندین سال روی ویلچر زندگی کرد تا سرانجام توانست دوباره راه برود و بعد از سال ها رکورد دوی سرعت را از آن خود کند.
گذراند  